# Aston Villa WFC
Az Aston Villa Women FC egy angol élvonalbeli női labdarúgócsapat. Székhelye Walsallban található. Hazai mérkőzéseiket a Bescot Stadionban játsszák.

## Története
Solihull FC néven 1973-ban hozták létre az egyesületet. Miután 1989-ben összeolvadt az Aston Villa labdarúgócsapatával, Villa Aztecs néven szerepeltek a regionális bajnokságokban. Ebben az időszakban legnagyobb sikerüket az 1995-ös Ligakupa-döntőben érték el, azonban a Wimbledon 2–0 arányban jobbnak bizonyult náluk.
Hivatalosan 1996-ban ismerték el az Aston Villa női csapatát, melyet nagyban befolyásolt a tartalék-, valamint utánpótlás csapatokkal bővített szakosztály.
1999–2000-ben egy szezont töltöttek a legjobbak között, de a bajnokság végén az utolsó helyen végeztek. és a National League North küzdelmeiben folytatták. Három idényt követően nyerték meg a bajnokságot és újra indulhattak az első osztályban. Az erőviszonyok azonban nem kedveztek a Villa hölgyeinek és ismét a második vonalba váltottak jegyet az év végére, ahol a középmezőny tagjaivá váltak.
2011-ben 42 ponttal végeztek az első helyen, de az újonnan megalakult Women's Super League végett következő szezonjukat ismét a második vonalban kezdték.
A koronavírus-járvány miatt félbeszakadt 2019–20-as bajnokság legjobb pontarányával váltak jogosulttá az élvonalbeli szereplésre a következő szezonra.

## Sikerlista
- Angol másodosztályú bajnok (2): 2002–03,[2] 2019–20[3]
- Angol harmadosztályú bajnok (1): 2010–11[2]

## Játékoskeret
2024. szeptember 13-tól
| #  |     | Poszt | Név              |
| -- | --- | ----- | ---------------- |
| 1  | CAN | K     | Sabrina D’Angelo |
| 21 | NZL | K     | Anna Leat        |
| 35 | ENG | K     | Sophia Poor      |
| 2  | ENG | V     | Sarah Mayling    |
| 3  | ESP | V     | Paula Tomás      |
| 4  | IRL | V     | Anna Patten      |
| 6  | SCO | V     | Rachel Corsie    |
| 14 | ENG | V     | Danielle Turner  |
| 15 | ENG | V     | Lucy Parker      |
| 16 | SUI | V     | Noelle Maritz    |
| 33 | ENG | V     | Mayumi Pacheco   |
| 5  | ENG | KP    | Lucy Staniforth  |
| 7  | ENG | KP    | Missy Bo Kearns  |

| #  |     | Poszt | Név                                            |
| -- | --- | ----- | ---------------------------------------------- |
| 8  | ENG | KP    | Jordan Nobbs                                   |
| 10 | FRA | KP    | Kenza Dali                                     |
| 22 | NED | KP    | Jill Baijings (kölcsönben a Bayern Münchentől) |
| 25 | ENG | KP    | Miri Taylor                                    |
| 9  | ENG | CS    | Rachel Daly                                    |
| 11 | ENG | CS    | Katie Robinson                                 |
| 17 | ENG | CS    | Ebony Salmon                                   |
| 18 | ENG | CS    | Georgia Mullett                                |
| 19 | CAN | CS    | Adriana Leon                                   |
| 20 | SCO | CS    | Kirsty Hanson                                  |
| 23 | NED | CS    | Chasity Grant                                  |
| 28 | BRA | CS    | Gabi Nunes                                     |

### Kölcsönben
| # |     | Poszt | Név                                          |
| - | --- | ----- | -------------------------------------------- |
|   | ENG | KP    | Freya Gregory (kölcsönben a Southampton-nél) |

## Korábbi híres játékosok
| - Remi Allen - Anita Asante - Laura Blindkilde - Chantelle Boye-Hlorkah - Gemma Davison - Olivia Fergusson - Emma Follis - Freya Gregory - Hannah Hampton - Sophie Haywood - Jodie Hutton - Elisha N’Dow - Evie Rabjohn - Sian Rogers - Meaghan Sargeant - Jill Scott - Emily Syme - Megan Walsh - Hannah Wants | - Elizabeta Ejupi - Emily Gielnik - Stine Larsen - Simone Magill - Daphne van Domselaar - Nadine Hanssen - Ruesha Littlejohn - Shania Hayles - Ivabucsi Mana - Marisa Ewers - Ramona Petzelberger - Caroline Siems - Lisa Weiß - Diana Silva - Chloe Arthur - Kirsty Hanson - Alisha Lehmann - Natasha Harding - Erin Vaughan |